# Laurence (affluent de la Dordogne)
Pour les articles homonymes, voir Laurence.
La Laurence est un ruisseau français du département de la Gironde, affluent de la rive gauche de la Dordogne. Elle prend sa source sur la commune de Fargues-Saint-Hilaire et rejoint la Dordogne sur la commune de Saint-Loubès.

## Géographie
| - OpenStreetMap Tracé de la Laurence. |

La Laurence prend sa source en Gironde vers 80 mètres d'altitude sur la commune de Fargues-Saint-Hilaire, à environ 200 mètres au nord du bourg.
Elle passe sous la route départementale (RD) 241, au sud-est du bourg de Pompignac puis sert de limite sur huit kilomètres entre les communes qu'elle borde : à l'est, Beychac-et-Caillau et Saint-Sulpice-et-Cameyrac, et à l'ouest, Pompignac, Montussan et Saint-Loubès. Elle est franchie par la route nationale 89, reçoit en rive gauche son principal affluent, le ruisseau du Cournau, et passe successivement sous la RD 242 puis la ligne ferroviaire Bordeaux-Libourne.
Environ 400 mètres avant sa confluence, elle est franchie par la RD 115E5, et rejoint la Dordogne en rive gauche à deux mètres d'altitude, sur la commune de Saint-Loubès, à quatre kilomètres au nord-est du bourg, au lieu-dit le Pont, juste en bordure du château Lagrange.

### Communes et département traversés
À l'intérieur du seul département de la Gironde, la Laurence arrose six communes,, soit d'amont vers l'aval : Fargues-Saint-Hilaire (source), Pompignac, Beychac-et-Caillau, Montussan, Saint-Sulpice-et-Cameyrac et Saint-Loubès (confluence).

### Bassin versant
L'occupation du sol du bassin versant est la suivante : 
- territoires artificialisés = 2,2 % ;
- terrains agricoles = 53,82 % ;
- forêts et milieux semi-naturels = 43,36 % ;
- zones humides = 0,05 % ;
- surfaces en eau = 0,56 %.

#### Affluents
Le SANDRE répertorie sept affluents à la Laurence, tous en rive gauche. Six affluents sont sur le cours principal de la Laurence, un sur un bras secondaire. Le ruisseau du Cournau est long de 4,4 kilomètres, les six autres ayant chacun moins de deux kilomètres de longueur.
Le ruisseau du Cournau ayant lui-même un affluent, le ruisseau de Font Coulon, le rang de Strahler de la Laurence est de trois.

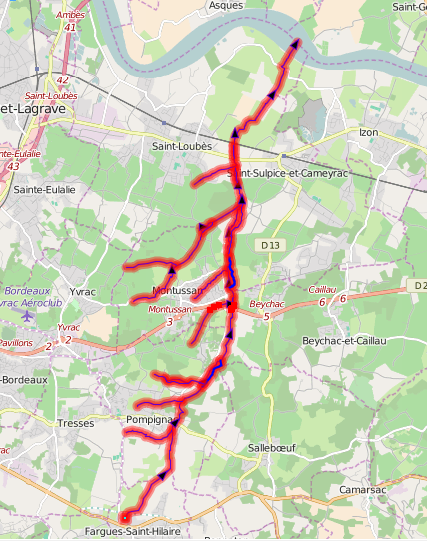
Les affluents de la Laurence

Les tableaux ci-dessous énumèrent les affluents, donnent des liens vers les fiches du SANDRE (Service d'administration nationale des données et référentiels sur l'eau), du SIEAG (Système d'Information sur l'Eau du Bassin Adour-Garonne) et un lien vers une carte dynamique de OpenStreetMap.
| Nom            | Longueur | Code SANDRE | Fiche            | Fiche       | Carte         |
| -------------- | -------- | ----------- | ---------------- | ----------- | ------------- |
| La Laurence    | 15,6 km  | P9030550    | « Fiche SANDRE » | Fiche SIEAG | OpenStreetMap |
| Affluents      |          |             |                  |             |               |
| Inconnu        | 1,5 km   | P9031140    | « Fiche SANDRE » | Fiche SIEAG | OpenStreetMap |
| La Capéranie   | 1,3 km   | P9031130    | « Fiche SANDRE » | Fiche SIEAG | OpenStreetMap |
| Inconnu        | 1,5 km   | P9031110    | « Fiche SANDRE » | Fiche SIEAG | OpenStreetMap |
| Inconnu        | 1,9 km   | P9031120    | « Fiche SANDRE » | Fiche SIEAG | OpenStreetMap |
| La Carsoulle   | 1,3 km   | P9030600    | « Fiche SANDRE » | Fiche SIEAG | OpenStreetMap |
| Le Cournau     | 4,4 km   | P9030610    | « Fiche SANDRE » | Fiche SIEAG | OpenStreetMap |
| Inconnu        | 1,3 km   | P9031090    | « Fiche SANDRE » | Fiche SIEAG | OpenStreetMap |
| Sous-affluent  |          |             |                  |             |               |
| Le Font Coulon | 1,4 km   | P9030620    | « Fiche SANDRE » | Fiche SIEAG |               |

Les cinq bras de la Laurence correspondent à des canaux de dérivation pour les moulins. Aujourd'hui cinq bâtiments existent toujours, mais aucun n'est en fonctionnement comme moulin.
| Nom                 | Commune                   | Longueur | Code SANDRE | Fiche            | Fiche       | Carte         |
| ------------------- | ------------------------- | -------- | ----------- | ---------------- | ----------- | ------------- |
| Moulin du bon ange  | Pompignac                 | 2,4 km   | P9035041    | « Fiche SANDRE » | Fiche SIEAG | OpenStreetMap |
| Moulin d'Andreau    | Montussan                 | 0,9 km   | P9035031    | « Fiche SANDRE » | Fiche SIEAG | OpenStreetMap |
| Moulin de Bourgoing | Saint-Sulpice-et-Cameyrac | 1,6 km   | P9035021    | « Fiche SANDRE » | Fiche SIEAG | OpenStreetMap |
| Moulin de Garosse   | Saint-Sulpice-et-Cameyrac | 0,4 km   | P9035101    | « Fiche SANDRE » | Fiche SIEAG | OpenStreetMap |
| Moulin des Graves   | Saint-Loubès              | 0,5 km   | P9030541    | « Fiche SANDRE » | Fiche SIEAG | OpenStreetMap |

### Organisme gestionnaire
L'organisme gestionnaire de la Laurence est : ETPB (Établissement Public Territorial du Bassin de la Dordogne)

## Environnement
Dans sa partie aval, entre les communes de Saint-Loubès et Saint-Sulpice-et-Cameyrac, la Laurence s'écoule dans une zone protégée pour sa flore et sa faune spécifiques.
La zone Natura 2000 des « palus de Saint-Loubès et d'Izon », étendue aux communes d'Izon et de Vayres, s'étend sur 770 hectares, et recouvre toute une partie située entre la ligne ferroviaire Bordeaux-Libourne et la Dordogne,. 
- Deux espèces de mammifères menacées, la Loutre d'Europe (Lutra lutra) et le vison d'Europe (Mustela lutreola), ainsi qu'une plante protégée au  niveau européen, l'Angélique des estuaires (Angelica heterocarpa), y ont été recensées[4].

Traversée par la Laurence sur une longueur de près de deux kilomètres et demi et sur les mêmes quatre communes, plus en retrait de la Dordogne, une zone naturelle d'intérêt écologique, faunistique et floristique (ZNIEFF) de type 2 de 905 hectares, a été déterminée au nord de la ligne ferroviaire,. 
Parmi les espèces déterminantes du site figurent sept espèces d'oiseaux qui y nichent : 
- l'Aigrette garzette (Egretta garzetta), la Bergeronnette printanière (Motacilla flava), le Bruant des roseaux (Emberiza schoeniclus), le Phragmite des joncs (Acrocephalus schoenobaenus), la Pie-grièche écorcheur (Lanius collurio), la Cigogne (Ciconia) et le Torcol fourmilier (Jynx torquilla).

Sept espèces végétales rares des marais et eaux stagnantes ont été répertoriées : 
- l'hottonie des marais (Hottonia palustris), le jonc fleuri (Butomus umbellatus), l'œnanthe à feuilles de silaüs (Oenanthe silaifolia), l'œnanthe aquatique (Oenanthe aquatica), la pesse vulgaire (Hippuris vulgaris), le pigamon jaune (Thalictrum flavum) et la renoncule à feuilles d'ophioglosse (Ranunculus ophioglossifolius)[6].

À l'intérieur de cette ZNIEFF, la « zone centrale des palus de Saint-Loubès et d'Izon » forme une ZNIEFF de type 1,. Limitée à Izon, Saint-Loubès et Saint-Sulpice-et-Cameyrac, c'est une zone plus réduite de 175 hectares que borde ou traverse la Laurence sur plus de 700 mètres.

## Monuments ou sites remarquables à proximité
- À Fargues-Saint-Hilaire, le château de Beauséjour et sa chapelle[10].
- À Saint-Sulpice-et-Cameyrac,
  - le château Beauval du XVIIIe siècle[11].
  - le château Quantin des XVIIIe et XIXe siècles[12].
- À Saint-Loubès, le château Reignac du XIXe siècle[13].